# Ricardovi
Ricardovi (v anglickém originále Being the Ricardos) je americký životopisný a dramatický film z roku 2021. Scenáristou a režisérem filmu je Aaron Sorkin. Popisuje vztah herečky Lucille Ball a hudebníka Desiho Arnaze. Hlavní role hrají Nicole Kidman, Javier Bardem, J. K. Simmons, Nina Arianda, Tony Hale, Alia Shawkat, Jake Lacy a Clark Gregg. Film měl premiéru v amerických kinech dne 10. prosince 2021. Na streamovací službě Prime Video měl premiéru dne 21. prosince 2021. Film získal smíšené reakce od kritiků, kteří ovšem chválili herecké výkony. Za výkon ve filmu získala Nicole Kidman cenu Zlatý glóbus v kategorii nejlepší ženský herecký výkon v hlavní roli (drama).

## Obsazení
- Nicole Kidman jako Lucille Ball
- Javier Bardem jako Desi Arnaz
- J. K. Simmons jako William Frawley
- Nina Arianda jako Vivian Vance
- Tony Hale jako Jess Oppenheimer
  - John Rubinstein jako starší Jess Oppenheimer
- Alia Shawkat jako Madelyn Pugh
  - Linda Lavin jako starší Madelyn Pugh
- Jake Lacy jako Bob Carroll Jr.
  - Ronny Cox jako starší Bob Carroll
- Clark Gregg jako Howard Wenke
- Nelson Franklin jako Joe Strickland
- Jeff Holman jako Roger Otter
- Jonah Platt jako Tip Tribby
- Christopher Denham jako Donald Glass
- Brian Howe jako Charles Koerner
- Ron Perkins jako Macy